# Snellenius
Snellenius – rodzaj błonkówek z rodziny męczelkowatych. Gatunkiem typowym jest Snellenius vollenhovii.

## Zasięg występowania
Rodzaj obejmuje gatunki występujące na cały świecie z wyjątkiem krainy nearktycznej.

## Biologia i ekologia
Żywicielami gatunków z tego rodzaju są motyle z rodzin mrocznicowatych, sówkowatych i zawisakowatych.

## Gatunki
Do rodzaju zalicza się 40 opisanych żyjących gatunków (wiele gatunków jest nieopisanych):

- Snellenius atratus Shenefelt, 1968
- Snellenius basalis (Walker, 1874)
- Snellenius bicolor Shenefelt, 1968
- Snellenius billburgeri Fernandez-Triana & Whitfield, 2015
- Snellenius bobdressleri Fernandez-Triana & Whitfield, 2015
- Snellenius clavitergum Austin & Dangerfield, 1993
- Snellenius donstonei Fernandez-Triana & Whitfield, 2015
- Snellenius felipechavarriai Fernandez-Triana & Whitfield, 2015
- Snellenius gelleus Nixon, 1965
- Snellenius gerardoherrerai Fernandez-Triana & Whitfield, 2015
- Snellenius guizhouensis Luo & You, 2005
- Snellenius hippotionus Austin & Dangerfield, 1993
- Snellenius irenebakerae Fernandez-Triana & Whitfield, 2015
- Snellenius isidrochaconi Fernandez-Triana & Whitfield, 2015
- Snellenius johnkressi Fernandez-Triana & Whitfield, 2015
- Snellenius jorgecampabadali Fernandez-Triana & Whitfield, 2015
- Snellenius jorgegomezlauritoi Fernandez-Triana & Whitfield, 2015
- Snellenius josesarukhani Fernandez-Triana & Whitfield, 2015
- Snellenius kerrydresslerae Fernandez-Triana & Whitfield, 2015
- Snellenius latigenus Luo & You, 2005
- Snellenius lucindamcdadeae Fernandez-Triana & Whitfield, 2015
- Snellenius luisdiegogomezi Fernandez-Triana & Whitfield, 2015
- Snellenius maculipennis (Szépligeti, 1900)
- Snellenius mariakuzminae Fernandez-Triana & Whitfield, 2015
- Snellenius mariamartachavarriae Fernandez-Triana & Whitfield, 2015
- Snellenius nigellus Long & van Achterberg, 2013
- Snellenius peruensis Shenefelt, 1968
- Snellenius phildevriesi Fernandez-Triana & Whitfield, 2015
- Snellenius philippinensis (Ashmead, 1904)
- Snellenius quiricojimenezi Fernandez-Triana & Whitfield, 2015
- Snellenius radicalis (Wilkinson, 1929)
- Snellenius robertoespinozai Fernandez-Triana & Whitfield, 2015
- Snellenius sandyknappae Fernandez-Triana & Whitfield, 2015
- Snellenius sedlaceki Austin & Dangerfield, 1993
- Snellenius similis Long & van Achterberg, 2013
- Snellenius theretrae (Watanabe, 1937)
- Snellenius tricolor Shenefelt, 1968
- Snellenius velvaruddae Fernandez-Triana & Whitfield, 2015
- Snellenius vickifunkae Fernandez-Triana & Whitfield, 2015
- Snellenius vollenhovii Westwood, 1882
- Snellenius warrenwagneri Fernandez-Triana & Whitfield, 2015

Oraz jeden gatunek wymarły:
- † Snellenius succinalis Brues, 1933